# Snapdragon 865
O Snapdragon 865 (também chamado de Snapdragon 865 5G Mobile) é um processador (chipset) da série Snapdragon baseado na arquitetura ARM para dispositivos móveis, produzido pela fabricante Qualcomm, que permite conexão de internet 5G. Sendo apresentado no evento Snapdragon Tech Summit.
No quesito performance gráfica, a promessa é de ser 35% superior ao modelo antecessor. Com experiência profissional em jogos eletrônicos, com câmeras de resolução de até 200 megapixels e gravação de vídeos com qualidade 8K, além da facilidade de uso da inteligência artificial.
Anunciado como componente do smartphone da fabricante Xiaomi Mi 10 e outros avançados da linha 2020.